# Noriaki Ishizawa
Noriaki Ishizawa (石澤 典明 Ishizawa Noriaki?, nacido el 25 de mayo de 1985 en Hyogo) es un exfutbolista japonés. Jugaba de defensa y su último club fue el MIO Biwako Kusatsu de Japón.

## Trayectoria

### Clubes
| Club               | País  | Año         |
| ------------------ | ----- | ----------- |
| Vissel Kobe        | Japón | 2004 - 2006 |
| MIO Biwako Kusatsu | Japón | 2006 - 2010 |